# Białaszewo (osada leśna)
Białaszewo – osada leśna w Polsce położona w województwie podlaskim, w powiecie grajewskim, w gminie Grajewo.